# Henri Arthus
Alexandre Charles Georges Henri Arthus (Le Mans, 10 de março de 1872 — Houilles, 12 de agosto de 1962) foi um velejador francês, medalhista olímpico. Ele competiu nos Jogos Olímpicos de Verão de 1908 na classe 6 Metre e conquistou a medalha de bronze na disputa a bordo do Guyoni com Louis Potheau e Pierre Rabot. Ele foi o capitão da embarcação que participou desta competição.